# Nongsa chiksǒl
Nongsa chiksǒl (hangeul : 농사직설 ; hanja : 農事直說 ; RR : Nongsa jikseol ; litt. « Parlons franchement de l'agriculture ») est un livre coréen publié en 1430. C'est le premier manuel d'enseignement agricole du pays. Constitué d'un unique tome, il est rédigé par Byeon Hyo-mun (en) et Jeong Cho sur ordre du roi Sejong le Grand.